# جو رعد
جو رعد (4 فبراير 1984 -)  مصفف شعر و مغني لبناني 

## حياته
ولد في حلب لعائلة من أصل سوري

## مشواره المهني
بدأ من خلال تصفيف شعر الفنانات وتعامل مع العديد منهن أمثال أصالة نصري، سميرة سعيد، أمل حجازي، سوزان تميم
انتقل بعدها للغناء عام 2015 وقدم أغاني منفردة وفي عام 2018 أطلق ألبومه الأول بعنوان «اللورد» طالته انتقادات بسبب غنائه ورقصة وطريقة لباسه 

## أعماله

### في الغناء
| سنة الإنتاج | الألبوم   | المنتج |
| ----------- | --------- | --- |
| 2018        | إنتاج خاص | عيب، أنا بشهدلك، يلا بينا، ليك عين، أنا عمري، من غير كلام، ذكرى، أنا كمان، مزيكا، أنت وبس، دق قلبي، شفتك وغشيت |

### أغاني مصورة
| سنة الإنتاج | الأغنية    | المخرج        |
| ----------- | ---------- | ------------- |
| 2015        | نظرة منك   | شارل سميث     |
| 2015        | أنا بشهدلك | مارون أسمر    |
| 2018        | شعندك      | حسن نور الدين |

### في التمثيل
- (2015):دنيا 2[6]